# Dead Horse Point State Park

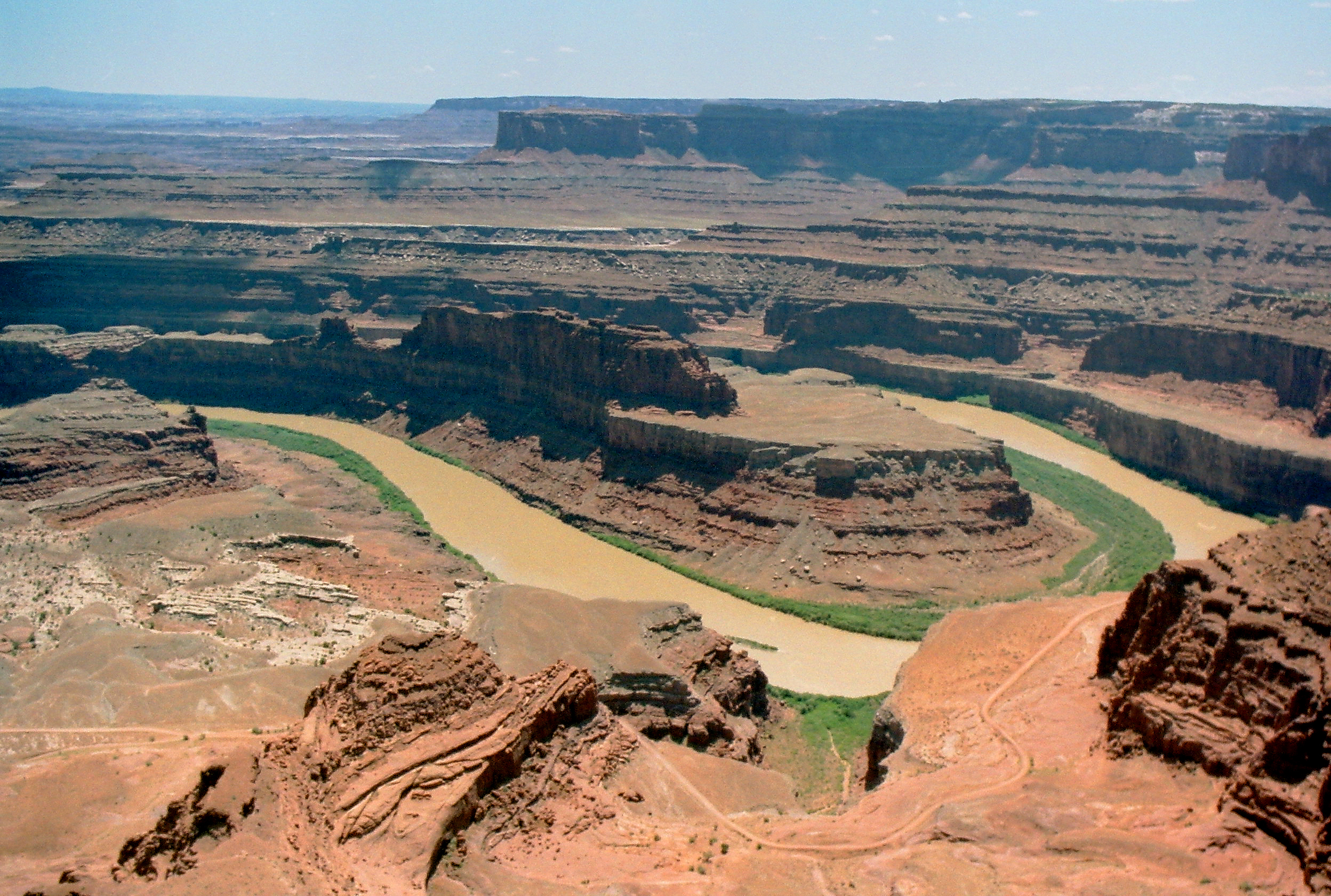
Dead Horse Point State Park

Dead Horse Point State Park is een staatspark van de Amerikaanse staat Utah. Het park ligt nabij Moab en bestaat sinds 1959. De plek is vooral het bezoeken waard vanwege het prachtige uitzicht over de Coloradovallei. De groene rivier kronkelt tussen de canyons.
De naam hangt samen met een legende. Volgens de overlevering dreven enkele cowboys wilde paarden die hier leefden samen en joegen hen langs de smalle toegang tot op het plateau. De smalle doorgang van circa 27 meter breed werd afgezet met een barrière van takken, zodat er een natuurlijke kraal ontstond, afgebakend door diepe ravijnen. De cowboys kozen de paarden die ze wilden en lieten de andere paarden achter in hun kraal. Hier kwamen ze om van de dorst naast de rivier de Colorado die 700 meter lager ligt.